# 1208 (hudební skupina)
1208 (vyslovováno „twelve-o-eight“ nebo „twelve-zero-eight“) byla americká punkrocková skupina z Hermosa Beach v Kalifornii, která vznikla v roce 1994. Název skupiny pochází z čísla jejich prvního společného bytu.

## Historie
U vydavatelství Epitaph Records vydali dvě studiová alba: Feedback Is Payback (2002) a Turn of the Screw (2004). Jejich píseň „Fall Apart“ z alba Turn of The Screw se objevila v populární hře Burnout 3 pro PlayStation 2 a Xbox.
V listopadu 2006 se objevily zprávy, že kapela pracuje na třetím albu, které se však nikdy neuskutečnilo.
V roce 2009 se skupina znovu sešla na jednorázovém koncertu s T.S.O.L. Vystoupili všichni původní členové s výjimkou bubeníka Mannyho McNamary. Za bicími zaskakoval bubeník Donald Conrad. Zpěvák Alex Flynn je synovcem zakladatele skupiny Black Flag Grega Ginna a umělce Raymonda Pettibona.

## Členové
- Alex Flynn – zpěv
- Neshawn Hubbard – kytara
- Bryan Parks – basová kytara
- Manny McNamara – bicí

## Diskografie

#### Studiová alba
- Feedback Is Payback (2002)
- Turn of the Screw (2004)

#### Singly
- "Scared Away"
- "Jimmy"
- "Next Big Thing"